# Смерть Мухаммеда Бхара
Смерть Муха́ммеда Бха́ра — инцидент, произошедший 3 июля 2024 года в ходе войны между Израилем и организацией ХАМАС в секторе Газа, повлекший гибель 24-летнего палестинца с синдромом Дауна и аутизмом в здании в зоне боевых действий в квартале Шуджаийя города Газы после того, как он был укушен боевой собакой Армии обороны Израиля, и после того, как отряд израильской армии, пытавшийся оказать ему медицинскую помощь, был вынужден покинуть здание вследствие атаки палестинских боевиков. Точные обстоятельства смерти не были установлены. Новость об инвалиде, умершем от ран в одиночестве, вызвала возмущение в СМИ и социальных сетях.

## Мухаммед Бхар
Мухаммед Бхар (араб. محمد بهار‎), житель сектора Газа, родился в 2000 году. Молодой человек страдал от тяжёлой формы синдрома Дауна и аутизма и, со слов близких, уровнем развития походил на годовалого ребёнка.
Мухаммед не мог самостоятельно одеваться, пить и есть; впоследствии из-за лишнего веса мужчина утратил возможность ходить без посторонней помощи. Мухаммед был глубоко привязан к родным, особенно к матери — Набиле Бхар.

## Предшествующие события
По описанию семьи Бхара, с началом войны между Израилем и организацией ХАМАС в октябре 2023 года и вторжением израильских войск в сектор Газа семье Мухаммеда неоднократно приходилось эвакуироваться, спасаясь от бомбардировок; в некоторых случаях Бхаров принудительно выселяли.
Накануне очередной операции в городе Газа, начатой в конце июня 2024 года с целью зачистки ячеек палестинских боевиков, укрепившихся в жилых кварталах города, израильская армия распространяла среди населения города листовки с рекомендацией эвакуировать город через созданный армией гуманитарный коридор, однако часть населения не стала покидать город. Семья Бхаров скрылась в доме одного из родственников в квартале Шуджаийя города Газы.
С 27 июня в Шуджаийе шли бои: израильские войска бомбили район и штурмовали дома в поисках боевиков ХАМАС. По воспоминаниям близких, Мухаммед каждый раз впадал в панику, слыша шум истребителей и взрывы снарядов.

## Инцидент
Со слов семьи, 3 июля 2024 года в дом, где пряталась семья, ворвался израильский военный отряд с собакой. Животное набросилось на Мухаммеда. По описанию семьи Бхара семья попыталась защитить мужчину, но собака успела вцепиться ему в грудь (по другому описанию — в плечо), затем — в руку. Мать Мухаммеда Набила стала кричать, чтобы военные убрали собаку. По словам близких, Мухаммед сам пытался успокоить собаку, разговаривая с ней и поглаживая по голове, несмотря на то, что животное продолжало рвать его руку. По словам семьи израильские солдаты оттащили собаку, увели раненого Мухаммеда в другую комнату и заперли его там, а на просьбы Набилы вернуть сына военные ответили отказом, заявив, что Мухаммеда будет лечить военный врач. По описанию Набилы Бхар, когда Мухаммед захотел пить, женщина попросила у солдат разрешения принести сыну воды, но те снова отказали Набиле. С её слов:

«Я слышала, как Мухаммед мычал от боли. Время от времени военные открывали дверь, смотрели на него и говорили „оскот“ [с араб. — „молчи“], а затем снова закрывали её»,— Набила Бхар.
Когда в комнату вошёл врач, Мухаммед, со слов матери, «внезапно замолчал» — вероятно, ему ввели успокоительное. Набила продолжала просить о возможности увидеться с сыном, но по её описанию израильские солдаты, наведя на Бхаров оружие, приказали им покинуть дом. Двое братьев Мухаммеда были арестованы. Оставшиеся члены семьи искали убежища в разрушенном здании.
Пытаясь узнать о судьбе Мухаммеда и помочь ему, его семья в течение недели обращалась в Красный Крест, но, со слов семьи, те сообщили, что израильская армия с ними не сотрудничает. Через 10 дней Бхары смогли попасть в дом, где обнаружили тело Мухаммеда, уже начавшее разлагаться. Рука мужчины была перетянута марлей и жгутом. Точные обстоятельства смерти не были установлены.
По информации, переданной Армией обороны Израиля, инцидент произошёл во время военных действий: прибывший на место перестрелки отряд израильских военных обыскал здание в поиске боевиков с помощью собаки, которая укусила Бхара, после чего отряд оказал Бхару первичную медицинскую помощь в отдельной комнате в здании и настоятельно рекомендовал членам его семьи покинуть квартиру, чтобы они не оказались в зоне боевых действий. В это время в сторону отряда была выпущена граната из РПГ, ранив бойцов и нанеся одному из них смертельные ранения, и отряд был вынужден покинуть здание, чтобы оказать помощь раненым бойцам, и оставил Бхара в здании. Пресс-секретариат Армии обороны Израиля выразил сожаление о ущербе, причинённом в ходе боевых действий мирным жителям.
Мухаммед был похоронен в переулке возле дома, так как, по словам семьи, перевозить его тело было слишком опасно.

## Реакция
Близкие Мухаммеда потребовали расследования обстоятельств его смерти.
Ряд СМИ как из арабских, так и из западных стран расценил гибель Мухаммеда как убийство. Наряду с семьёй Мухаммеда, часть правозащитников настаивала на независимом расследовании обстоятельств смерти мужчины.
Новость о смерти инвалида вызвала возмущение в социальных сетях и прессе. Некоторые из новостных агентств (The National, BBC News) связались с израильской армией, требуя разъяснений. Та сообщила, что военные оставили «мужчину, подходившего под описание Бхара», чтобы помочь израильским солдатам, пострадавшим от удара ракеты. Представитель добавил, что Армия обороны Израиля «сожалеет о причинённом в ходе боевых действий ущербе мирным жителям».
По данным The National, с началом вторжения в Газу израильская армия систематически использовала собак для обыска зданий, во многих случаях позволяя животным нападать на мирных жителей и калечить их. За месяц до гибели Мухаммеда телеканал Аль-Джазира опубликовал кадры из лагеря беженцев в Джебалии, где собака кусает и волочит по полу 70-летнюю палестинку.
BBC News опубликовала о смерти Мухаммеда сюжет, первоначально озаглавленный как «Житель Газы с синдромом Дауна умер в одиночестве» (англ. The lonely death of Gaza man with Down’s syndrome). Заголовок сразу подвергся критике как «вводящий в заблуждение» и «дегуманизирующий палестинцев», поскольку в нём не говорилось о деталях смерти Мухаммеда. Нападение собаки упоминается только в 16-м абзаце — почти в середине статьи.
Down Syndrome International, организация по защите прав людей с синдромом Дауна, сообщила, что была «глубоко потрясена и встревожена вестью о трагической смерти Мухаммеда Бхара». Организация отметила, что гибель Мухаммеда — не первый известный случай насилия над инвалидами на фоне войны в Газе, в частности со стороны солдат Армии обороны Израиля. Некоммерческая благотворительная организация Islamic Relief, поддержку со стороны которой семья Бхаров получала на протяжении 20 лет, объявила нападение убийством, призвав к независимому международному расследованию обстоятельств смерти Мухаммеда и к привлечению к ответственности всех виновных. Институт Лемкина по предупреждению геноцида, решительно осудив действия израильской армии, назвал случай Мухаммеда зверством и одним из примеров геноцида палестинцев.